# Krzysztof Pielowski
Krzysztof Paweł Pielowski (ur. 14 czerwca 1991) – polski pływak długodystansowy, brązowy medalista uniwersjady.

## Kariera
W lipcu 2017 roku na mistrzostwach świata w Budapeszcie zajął 11. miejsce w konkurencji 10 km na otwartym akwenie. Na dystansie dwukrotnie krótszym był dwunasty.
Miesiąc później, podczas uniwersjady w Tajpej zdobył brązowy medal na 10 km na otwartym akwenie.